# Język ulithi
Język ulithi – zagrożony wymarciem język trukański należący do języków mikronezyjskich, używany przez mieszkańców atoli Ulithi i Ngulu oraz wyspy Fais w archipelagu Karolinów.